# Leon Schnür-Pepłowski
Leon Maria Schnür-Pepłowski (ur. 27 maja 1894 we Lwowie, zm. 16 maja 1932 tamże) – kapitan rezerwy administracji Wojska Polskiego, nauczyciel.

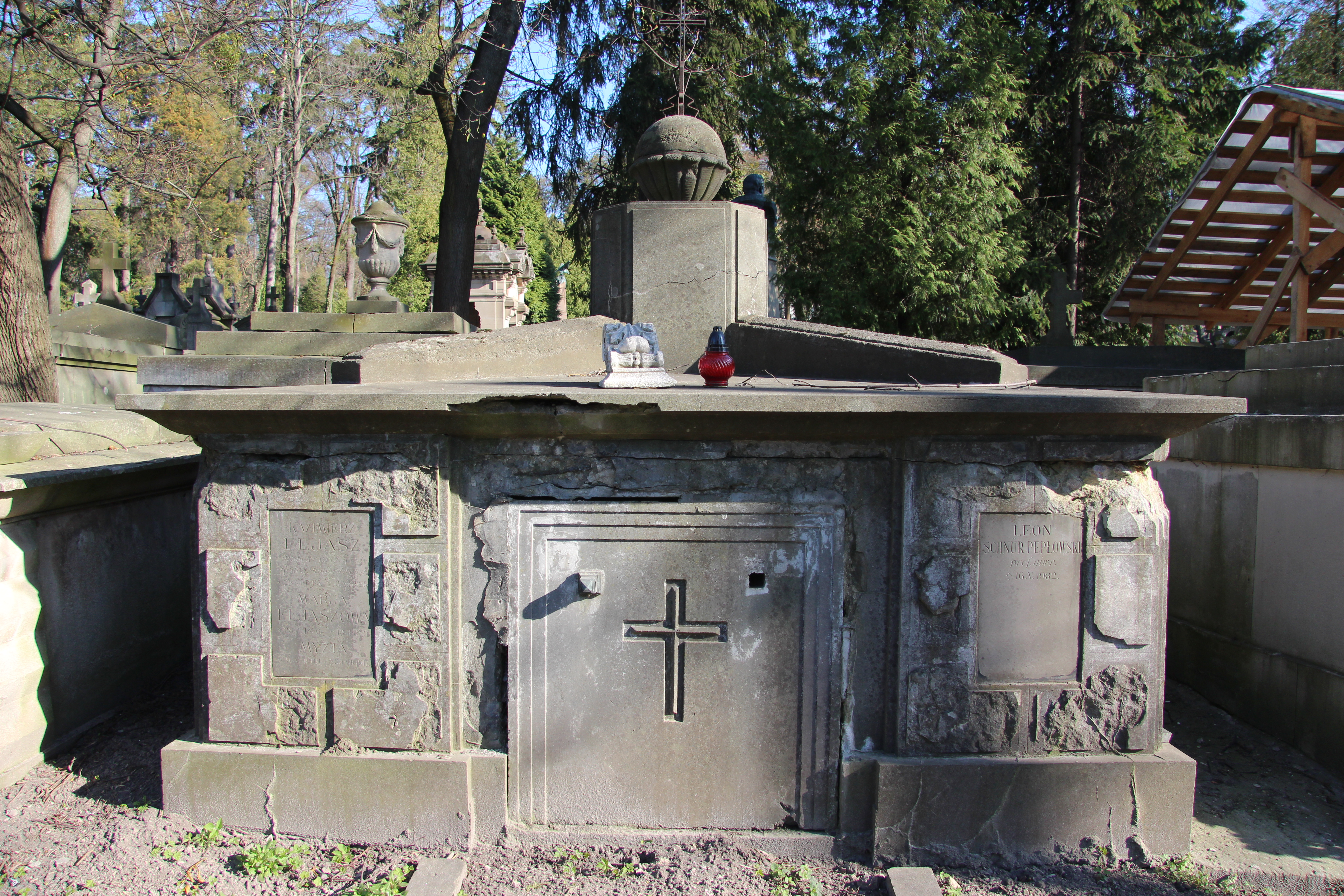
Grobowiec Schnür-Pepłowskich

## Życiorys
Leon Maria Ludwik Jan Schnür-Pepłowski, syn Stanisława, urodził się 27 maja 1894 we Lwowie. Uczył się w Zakładzie Naukowo-Wychowawczym OO. Jezuitów w Bąkowicach pod Chyrowem, gdzie w 1911 ukończył VIII klasę chlubnie uzdolniony i zdał z odznaczeniem egzamin dojrzałości. Był stypendystą Zakładu Narodowego im. Ossolińskich od 1912 do 1913.
Podczas I wojny światowej był żołnierzem I Brygady Legionów Polskich. Wziął udział w obronie Lwowa w trakcie wojny polsko-ukraińskiej. Po odzyskaniu przez Polskę niepodległości został przyjęty do Wojska Polskiego. Został awansowany na stopień kapitana rezerwy administracji dział gospodarczy ze starszeństwem z dniem 1 czerwca 1919. W 1923–1924 był oficerem rezerwowym Okręgowego Zakładu Gospodarczego III w Grodnie.
W latach 20. był nauczycielem języka polskiego i języka niemieckiego w II Państwowym Gimnazjum im. Juliusza Słowackiego w Tarnopolu, a ponadto uczył w Gimnazjum Żeńskim Zofii Lenkiewiczowej. Od lat 20. do pierwszego półrocza roku szkolnego 1931/1932 pracował w Państwowym Gimnazjum im. Hetmana Stanisława Żółkiewskiego w Żółkwi, gdzie był nauczycielem języka polskiego i historii, a ponadto zawiadowcą biblioteki polskich uczniów, kierownikiem i generalnym wychowawcą samorządu uczniowskiego, opiekunem gminy szkolnej, kierownikiem kramiku uczniowskiego, opiekunem kółka dramatycznego oraz założycielem w 1931 kółka fotograficznego. Pracując w Żółkwi pod koniec lat 20. przekazał ok. 100 sztuk motyli na rzecz Muzeum Fizjograficznego w Krakowie (następnie spreparował je Witold Niesiołowski). Z pracy w żółkiewskim gimnazjum otrzymywał urlop dla poratowania zdrowia na czas od 20 kwietnia do 30 czerwca 1931 oraz od 1 lutego 1932 przewidziany do 30 czerwca 1932. Pełnił funkcję prezesa i komendanta Związku Strzeleckiego powiatu żółkiewskiego. Zmarł 16 maja 1932 we Lwowie.
Został pochowany w grobowcu rodzinnym na Cmentarzu Łyczakowskim we Lwowie.

## Ordery i odznaczenia
- Krzyż Niepodległości (9 listopada 1931)[18]
- Krzyż Walecznych (trzykrotnie)[5]
- Złoty Krzyż Zasługi (9 listopada 1931)[19]
- Krzyż I Brygady[5]
- Krzyż Obrony Lwowa[5]
- Odznaka Honorowa „Orlęta”[5]